# Wysiadłów
Wysiadłów – wieś w Polsce położona w województwie świętokrzyskim, w powiecie sandomierskim, w gminie Wilczyce.
W latach 1954–1972 wieś należała i była siedzibą władz gromady Wysiadłów. W latach 1975–1998 miejscowość administracyjnie należała do województwa tarnobrzeskiego.
W roku 2021 w miejscowości mieszkało 231 osób, z czego 50,2% mieszkańców stanowiły kobiety, a 49,8% mężczyźni.
Przez miejscowość przebiega droga krajowa nr 79 z Warszawy do Sandomierza.

## Historia
W 1629 roku Wysiadłów był wsią wójtowską położona w starostwie sandomierskim będącą własnością Sandomierza. W wieku XIX miejscowość stanowiła kolonię nad rzeką Opatówką, w powiecie sandomierskim, ówczesnej gminie Wilczyce, parafii Łukawa. W roku 1895 Wysiadłów posiadał 25 domów i 128 mieszkańców na 463 morgach, 1 morga dworska (była na niej  karczma). Według spisu miast, wsi, osad Królestwa Polskiego z 1827 roku było tu 22 domów i 126 mieszkańców.
Spis powszechny z roku 1921 wykazał w Wysiadłowie 29 domów i 187 mieszkańców, natomiast Wysiadłów osada posiadał 1 dom i 7 mieszkańców.